# Carhué
Carhué – miasto w Argentynie, w prowincji Buenos Aires. Centrum administracyjne Partido Adolfo Alsina. Znajduje się 561 km na południowy zachód od La Platy – stolicy prowincji i 520 km na południowy zachód od Buenos Aires. Na zachód od miasta znajduje się Laguna Epecuén – jezioro znane ze swoich wód termalnych.

Miejscowość została założona 21 stycznia 1877 r. pod nazwą Pueblo de Adolfo Alsina na cześć ówczesnego argentyńskiego ministra wojny i marynarki wojennej (wcześniejszego wiceprezydenta Argentyny i gubernatora prowincji Buenos Aires) Adolfo Alsina. Zmarł on w tej miejscowości 29 grudnia tego samego roku. W 1949 r. miejscowość otrzymała prawa miejskie a jej nazwę zmieniono na Carhué.

## Pochodzenie nazwy
Nazwa pochodzi z języka mapudungun. Car oznacza kolor zielony a Hué ziemię lub miejsce. Nazwę miasta można więc przetłumaczyć jako Zielone Miejsce lub Zielona Ziemia.

## Miasto widmo Villa Epecuén
W odległości 7 km na północ od Carhué znajduje się miejscowość Villa Epecuén, dawny kurort powstały w latach 20. XX w. W 1985 r. miejscowość została zalana przez wody jeziora i zniknęła pod wodą. W 2009 r. wody opadły i ruiny miasta wyłoniły się ponownie z wody.